# ダライアス=サーガイア
『ダライアス=サーガイア』は、原案：松生剛、作画：登呂枢（現・登呂けん子）による日本の漫画作品。『マル勝スーパーファミコン』（角川書店）にて連載された。
地球を異神に占拠された人類が、かつて異神に滅ぼされた惑星オルガの戦艦「シルバーホーク」とともに異神と戦う物語。

## 解説
1992年から1993年の間にタイトーの『ダライアス』をベースに、オリジナルコミック化したものだが、登場するキャラクターとネーミングなどを除いては、特にオリジナルのゲーム作品との繋がりはなく、コミック独自色が強い。
なお、タイトルはダライアスと、『ダライアスII』の海外名であり、ゲームボーイソフトである『サーガイア』を合わせて付けている。
原案は松生剛（物語環境開発）で、モンスターデザイン・メカデザインやイラストはおおのやすゆき。
有限会社物語環境開発は魍魎戦記MADARAシリーズの原作者である大塚英志の事務所であり、本作も魍魎戦記MADARAシリーズに組み込まれている（108編のシリーズ作品の1つではなく世界観を共有する関連作品という扱い）。コミック巻末設定資料集の相関図にて、当時構想中だった『CITY OF THE DEATH』(未来神話群の1編)と『クシーキッチン編』(ヨーロッパ神話群の1編)に関連する作品として『異神戦記ダライアスサーガイア（土呂けん子）』名義で線が結ばれているが、どちらも未発表のままとなったため詳細不明。

## 設定
登場人物から世界観に至るまで、原作ゲームと大きく異なる独自設定に基づいた内容変更が行われている。 
- 原作において自機であった戦闘機シルバーホークは基本設定・デザインとも大きな相違があり、独自の意志を持ち、先端（艦首部）に顔が付いた扇型形状の宇宙船となっている。原作ゲームの鋭角なフォルムの戦闘機から進化した結果という位置づけであり、顔の部分のペイントと隈取り部分に原作戦闘機との共通するようなデザインラインが残されている。
- 原作において2プレイヤーであるティアットが女性から男性に変更されている。
- 敵勢力であるベルサーは、「エーテル界」という異次元に棲息しそこから襲来する水生生物型戦闘生命体である。
- ベルサー軍団には人類に似た姿の幹部が存在し、アル＝アジフという首領が配下の七神官を率いる体制となっている。
- 当時流行だったバーコードバトラーの影響からか、各登場キャラクターの設定や強さをバーコードによりデータ化する表現も用いられていた。ただし、それらデータはあくまでも世界観的な「飾り」であり、実際にゲーム等にて活用するなどの企画は行われていなかった。

## 登場人物
プロコ・ジュニア
本編主人公。『ダライアスII』の頃と同じネーミングにされたが、負けん気の強いやんちゃな少年キャラに変更されている。異神と融合したシルバーホークを父親の形見の弾丸「銀の鷹」で撃ち、戦いを終わらせる。
ヤング・ティアット
原作では女性だったものの、本作ではプロコと反対の沈着冷静な少年へと変更された。
プロコとのコンビで、セラヴィーと共にシルバーホークで旅をする。『ダライアスII』と性別が変わった為か、ネーミングが原作ゲームとは逆になっている。
セラヴィー
プロコとティアットの前に現れたポニーテールの謎の美少女。2人と行動を共にし、3人でベルサーとの戦いの旅に出る。その正体はシルバーホークの最終形態への進化に必要なバイオチップ。身長163cm、体重42kg。
シルバーホーク
独自の意志を持った宇宙船で、プロコとティアット、セラヴィーを乗せて宇宙を旅する。大抵のベルサーを一蹴する高戦闘力を秘めている。セラヴィーと融合して異神を倒すのが使命だったが、セラヴィーを守ることを優先し、プロコとティアットにセラヴィーを託すと、自ら異神と融合することで使命を遂げた。
アル＝アジフ
七神官を率いるベルサー軍団首領の少年。神秘的なカリスマに満ちているが、その実体はニバスによって古文書をコアに生み出された人形。本編終盤ではニバスに用済みと判断され、背後から胸を剣で貫かれて致命傷を負う。自分の正体であった古文書をめくりながら、リリスの膝の上で息を引きとる。
MADARA天使編は、MADARA転生編の最後にメギドの丘における最終決戦にて七神官を率いるアガルタの王としてアル＝アジフが登場して転生戦士たちの敗北で幕を閉じた後の物語とされている。
リリス
アル＝アジフに仕える七神官の1人。長い黒髪が特徴の冷徹な女性。要塞ウラニブルグ天文城に配下の数多くのベルサーを放ってプロコ達の行く手を阻むが、プロコとの生身での対決にて胸を撃たれ敗北、自らエーテル界に身を投げる。その後は本編からしばらく退場するが、エーテル界で生死の境を彷徨いながら、ベルサーを支配・使役する高位の存在のはずであった彼女ら七神官が実際はベルサーと同類に過ぎないという事実に気付きつつあったところ、アモンに救い出され一命を取り留めたという一部始終が、本編終了後、後述の『七神官異譚 リリス篇』で描かれた。時系列的には救出後のタイミングにて本編に再登場。以降は冷徹さは鳴りを潜めてやや厭世的な性格となり、傍観者的な立ち位置となって物語の行く末を見届ける。
アモン
アル＝アジフに仕える七神官の1人。武人の風格を備えた偉丈夫。ユコバックと恋仲。巨大なベルサー母艦ハンス・ブルベガーに座乗しシルバーホークに艦隊戦を仕掛けるも敗北し、ユコバックと共に艦と運命を共にする。
ニバス
アル＝アジフに仕える七神官の1人。長い白髪の老人。その正体はアル＝アジフを創った黒幕。
ヤン＝ガン＝イ＝タン
アル＝アジフに仕える七神官の1人。手の甲から長いツメが生えているパンクな外見の男。
ユコバック
アル＝アジフに仕える七神官の1人。儚げな容姿の盲目の少女。預言の超能力者。アモンと共にシルバーホークとの戦いで戦死。
ネルガル
アル＝アジフに仕える七神官の1人。過去の人類とベルサーとの戦いの中で死亡しているため、本編開始時点で既に故人であり登場しない。後述の『七神官異譚 リリス篇』ではリリスの回想内にて登場し、爬虫類のような肌を持つスキンヘッドの人物として描かれた。
アリオーシュ
アル＝アジフに仕える七神官の1人。エビ型の巨大ベルサー・エッダを操り、最初にシルバーホークと交戦し敗れる。
ティコ・ブラーエ
16世紀の天体学者ティコ・ブラーエに因んだネーミングの天文学者。ベルサーの侵攻による宇宙の異変に気づく。

## 派生作品
1993年の連載終了後、以下の派生作品も生まれたが、いずれも単行本化はされていない。
ダライアス＝サーガイア番外編 白銀色の化鳥 シルバーホーク
作画 おおのやすゆき
月刊コミックコンプ1993年2月号掲載、16ページ
ダライアス＝サーガイア アンコール RPGオデッセイ
ダライアス＝サーガイア七神官異譚 リリス篇
作画 守尾千貴
マル勝スーパーファミコン1993年掲載（号数不明）、前編・後編
異神戦記ダライアス2050